# Pachnephorus pilosus
Pachnephorus pilosus là một loài bọ cánh cứng trong họ Chrysomelidae. Loài này được Rossi miêu tả khoa học năm 1790.